# Jamie Subandhi
Jamie Chen Subandhi (Long Beach, 15 de diciembre de 1989) es una deportista estadounidense que compitió en bádminton, en las modalidades individual, dobles y dobles mixto. Ganó tres medallas en los Juegos Panamericanos, en los años 2007 y 2015.

## Palmarés internacional
| Juegos Panamericanos | Juegos Panamericanos    | Juegos Panamericanos | Juegos Panamericanos |
| Año                  | Lugar                   | Medalla              | Prueba               |
| -------------------- | ----------------------- | -------------------- | -------------------- |
| 2007                 | Río de Janeiro (Brasil) | Medalla de bronce    | Dobles               |
| 2015                 | Toronto (Canadá)        | Medalla de oro       | Dobles mixto         |
| 2015                 | Toronto (Canadá)        | Medalla de bronce    | Individual           |